# 1127 Mimi
1127 Mimi este un asteroid din centura principală, descoperit pe 13 ianuarie 1929, de Sylvain Arend.